# Jim Holland (Skispringer)
James Henry Holland, kurz Jim Holland (* 4. Juli 1967 in Hanover, New Hampshire) ist ein ehemaliger US-amerikanischer Skispringer.

## Werdegang
Sein Debüt im Skisprung-Weltcup gab Holland am 3. Dezember 1989 in Thunder Bay. Bei der Nordischen Skiweltmeisterschaft 1991 im Val di Fiemme erreichte er von der Normalschanze den 29. und von der Großschanze den 52. Platz. Am 2. Dezember 1991 gelang ihm in Thunder Bay mit dem zweiten Platz das beste Ergebnis seiner Weltcuplaufbahn. Bei der Vierschanzentournee 1991/92 konnte Holland in Garmisch-Partenkirchen den fünften und in Innsbruck den elften Rang erreichen. Er beendete die Tournee auf dem 10. Platz in der Tournee-Gesamtwertung. Auf Grund dieses Erfolges gehörte er zum Aufgebot für die Olympischen Winterspiele 1992 in Albertville. Dort erreichte er von der Normalschanze den 13. und von der Großschanze den 12. Platz. Trotz nachlassender Leistungen im Weltcup und dem zeitweiligen Wechsel in den Skisprung-Continental-Cup gehörte er 1994 erneut zum Aufgebot für die Olympischen Winterspiele in Lillehammer. Dort erreichte er von der Normalschanze jedoch nur den 48. und von der Großschanze den 46. Platz. Nach einem weiteren erfolglosem Jahr im Continental Cup beendete Holland 1995 seine aktive Skisprungkarriere. Die letzten internationalen Wettkämpfe bestritt er bei der Winter-Universiade 1995. 
Jim Holland ist der Bruder des ebenfalls erfolgreichen Skispringers Mike Holland sowie des nordischen Kombinierers Joe Holland.
Er ist Mitbegründer des Onlinevertriebs Backcountry.com.